# Sävja
Sävja er en lille by beliggende i Uppsala Kommune i Uppsala län i landskabet Uppland i Sverige. Den har 9.614 (2023) indbyggere.